# Hanson (Massachusetts)
Hanson es un pueblo ubicado en el condado de Plymouth en el estado estadounidense de Massachusetts. En el Censo de 2010 tenía una población de 10.209 habitantes y una densidad poblacional de 250,27 personas por km².

## Geografía
Hanson se encuentra ubicado en las coordenadas 42°3′1″N 70°52′2″O / 42.05028, -70.86722. Según la Oficina del Censo de los Estados Unidos, Hanson tiene una superficie total de 40.79 km², de la cual 38.99 km² corresponden a tierra firme y (4.42%) 1.8 km² es agua.

## Demografía
Según el censo de 2010, había 10.209 personas residiendo en Hanson. La densidad de población era de 250,27 hab./km². De los 10.209 habitantes, Hanson estaba compuesto por el 96.48% blancos, el 1.02% eran afroamericanos, el 0.03% eran amerindios, el 0.47% eran asiáticos, el 0.01% eran isleños del Pacífico, el 0.62% eran de otras razas y el 1.37% pertenecían a dos o más razas. Del total de la población el 0.93% eran hispanos o latinos de cualquier raza.